# Escut de Nàquera
L'escut de Nàquera és un símbol representatiu del municipi valencià de Nàquera, a la comarca del Camp de Túria. El seu blasonament oficial és el següent:
| « | Primer, cap d'or amb els quatre pals de gules. Segon, d'or, quatre trossos de llances, de sinople. El tot timbrat amb corona de baró. | » |

L'escut usat de fet per l'ajuntament de Nàquera, però, no s'ajusta a l'aprovat oficialment, i es podria blasonar així:
| « | Escut tallat: 1r d'or, quatre pals de gules; 2n d'or, quatre trossos de llances de sinople. Per timbre, una corona de baró. | » |

## Història

Escut de Nàquera segons el blasonament oficial

L'escut de Nàquera fou aprovat, previ informe de la Reial Acadèmia de la Història, pel Decret 1448/1972, de 18 de maig, del Ministeri de la Governació, publicat al Butlletí Oficial de l'Estat núm. 139, de 10 de juny de 1972.
En la primera partició es representa el senyal reial d'Aragó, en record del rei Jaume el Conqueridor i de la pertinença del municipi a l'antic regne de València. Els trossos de llança sobre camper d'or són les armes dels Atrosillo, senyors de Nàquera des de la conquista cristiana, els quals apareixen també en l'escut de Catarroja en forma de «bastons».
Segons l'informe oficial de la RAH, redactat per Julio Guillén (i en què, a diferència del decret, s'especifica que la forma de l'escut és la ibèrica), el projecte inicial proposat per l'ajuntament tenia la següent descripció, «que no concorda en tot amb [el disseny]» (com per exemple, la corona):
| « | Escut tallat amb barra d'atzur i ones d'argent; el 1r d'or, quatre trossos de pals de piques de sinople, 2n de gules, unes penyes en el seu color, somades d'un pi de sinople. El tot timbrat amb corona comtal i el rat penat per cimera. | » |